# Fenix (czasopismo)
Fenix (niekiedy zapisywane jako Feniks) – polskie czasopismo poświęcone literaturze fantastycznej, wydawane w latach 1990-2001.

## Historia
Fenix powstał jako kontynuacja fanzinu Feniks. Zostało założone w 1990 r. przez Jarosława Grzędowicza, Krzysztofa Sokołowskiego, Rafała A. Ziemkiewicza, Andrzeja Łaskiego i Dariusza Zientalaka. W pierwszym roku istnienia (numery 0–4) wydawany przez wydawnictwo Radwan, następnie od 1991 r. przez wydawnictwo Prószyński i S-ka, zaś od 2000 do 2001 r. (kiedy ukazał się ostatni numer pisma) przez wydawnictwo Mag. Do 1993 r. redaktorem naczelnym był Rafał A. Ziemkiewicz, później Jarosław Grzędowicz. Ukazało się 107 numerów.

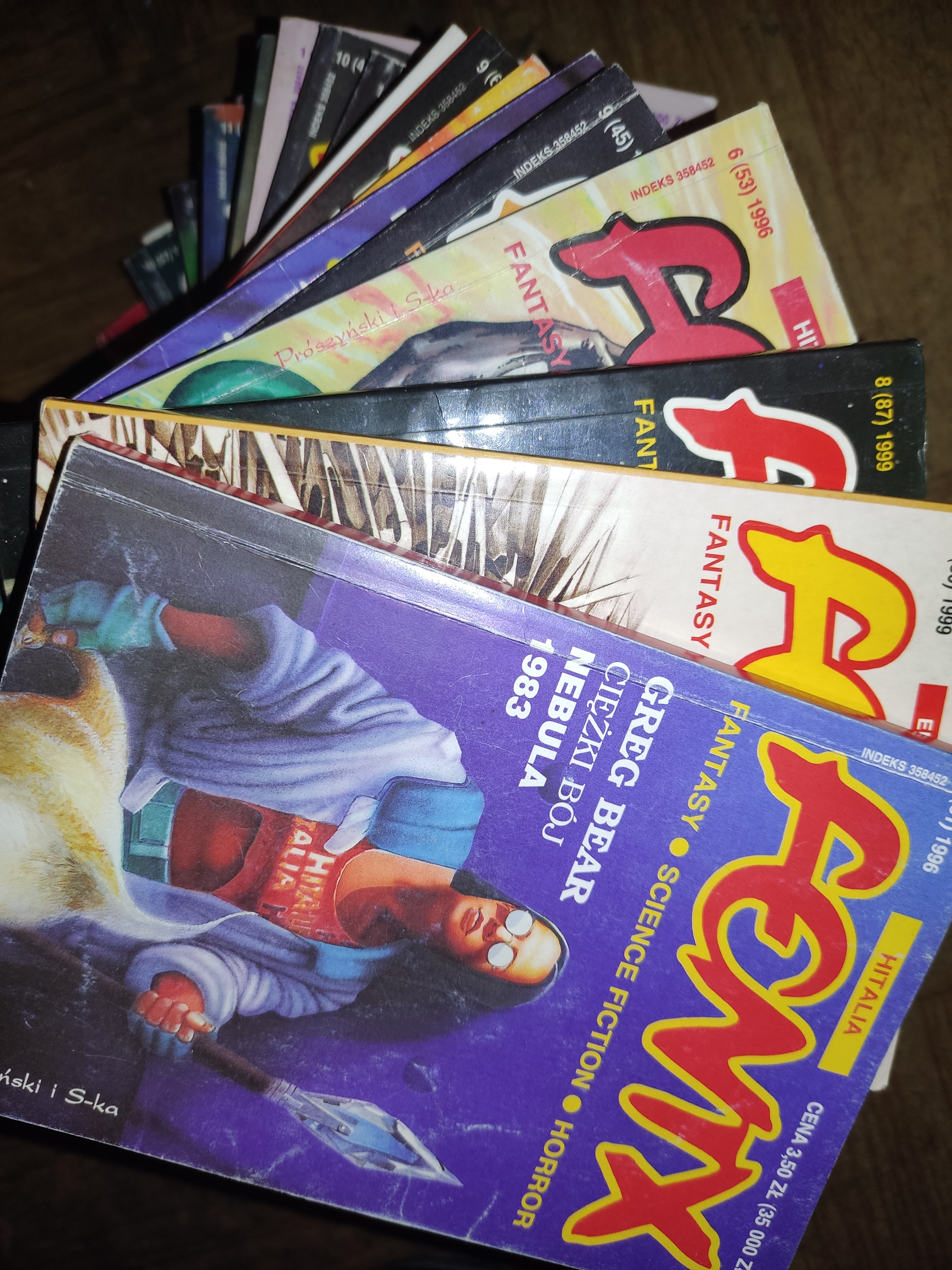
Okładki Fenixów formatu A5

Fenix miał początkowo format A5 (pierwsze numery wydawane przez wydawnictwo Radwan), potem charakterystyczny, „kieszonkowy” format, który został nieco zwiększony w ostatnich kilkunastu numerach, wydawanych przez Mag. Zawsze jednak format czasopisma był mniejszy od A4.
W ostatnim numerze, który pojawił się w wakacje 2001 r., redaktor naczelny zaznaczył, że nie doszło do upadku magazynu, lecz do zmiany wydawcy. W styczniu 2018 roku pismo zostało reaktywowane jako Fenix Antologia z inicjatywy Bartka Biedrzyckiego i Krzysztofa Sokołowskiego (ukazywało się do 2020).

## Zawartość
W czasopiśmie obok utworów literackich (głównie opowiadań) publikowano także recenzje książek, a okazjonalnie także filmów, teksty krytyczne dotyczące szeroko pojętej fantastyki (w formie kolumn takich jak "Piąte Piwo" Marka Oramusa), a także okazjonalnie wywiady i komiksy.

## Wpływ
Fenix został wydany w momencie polskiej transformacji z komunistycznego kraju kontrolowanego przez Związek Radziecki do suwerennego, demokratycznego państwa kapitalistycznego i wkrótce stał się najważniejszym konkurentem dla dominującego w Polsce magazynu fantastyki, "Nowej Fantastyki". Z 107 numerami pozostaje drugim najbardziej popularnym polskim magazynem w tym gatunku; jako taki, magazyn odegrał znaczącą rolę w kształtowaniu pokolenia pisarzy fantastyki w Polsce w latach 90. i popularyzował (głównie zachodnią) literaturę gatunkową poprzez swoje tłumaczenia. Był również znany z publikacji utworów t.zw. "fantatyki rozrywkowej", tj. bardziej skupionych na akcji i przygodzie, podczas gdy "Nowa Fantastyka", pod swoim wieloletnim redaktorem Maciejem Parowskim, była skłonna do publikacji bardziej wyrafinowanych i eksperymentalnych opowieści.
Fenix od początku próbował kształtować przyszłych pisarzy. Służyły temu nie tylko organizowane konkursy literackie, ale również Hitalia – swoista gra narracyjna, którą współtworzyć mogli czytelnicy, nadsyłając swoje teksty, a także prowadzony przez Feliksa W. Kresa „Kącik złamanych piór” – utrzymany w konwencji satyrycznej krytyczno-literacki kącik porad dla młodych pisarzy, w których Kres odnosił się do nadesłanych do redakcji tekstów. W lutym 2005 roku felietony z „Kącika złamanych piór” wydano w formie książkowej pod tytułem Galeria złamanych piór.